# 1908년 하계 올림픽 육상
1908년 하계 올림픽 육상은 1908년 하계 올림픽의 정식 종목으로 채택된 육상 대회이다. 남자 육상 26개 종목의 경기가 치러졌으며 총 79개의 메달(금메달 27개, 은메달 27개, 동메달 25개)이 수여되었다.
대부분의 종목에서 한 국가당 최대 12명의 선수를 출전시킬 수 있었다. 단체 경주(혼계주와 3mi 단체)에서는 각 국가가 한 팀씩 출전했다. 혼계주는 4명의 선수가 뛰었으며, 교체선수도 4명까지 허용되었다. 3mi 단체 경주에서는 한 국가당 최대 5명의 선수가 출전할 수 있었으나 상위 3명의 기록만이 점수에 반영되었다.
아마추어 선수들만 대회에 참여할 수 있었으며, 대회 주최자인 영국 아마추어 육상 협회의 수칙에 따라 진행되었다.

## 종목
1908년 하계 올림픽에서는 경보 종목이 처음으로 도입되었으며, 두 가지 종목으로 나뉘어 치러졌다. 새로운 필드 종목으로 창던지기가 처음 도입되었으며, 그리스식과 자유형의 두가지 방식으로 나뉘었다. 원반던지기도 특정 동작을 따라해야 한다는 조건 하에서 추가되었다.
반대로 60m 단거리 경주는 이번 대회에서 제외되었으며, 중거리 장애물 경주도 사라졌다. 장애물 경주는 이전 두 번의 대회에서 채택한 2500m 대신 3200m로 진행되었다. 단체계주의 거리도 단축되었다. 단거리 트랙 계주 종목이 새롭게 추가되었으며, 1904년 하계 올림픽에서 열렸던 3종 경기와 10종 경기는 이번 대회에서 제외되었다. 전반적으로 1908년 대회는 지난 1904년 대회보다 1종목이 더 많았다.

## 참가국
20개국 446명의 선수가 참가했다. 이번 올림픽에 참가한 선수단 가운데 아르헨티나와 튀르키예만이 육상 종목에 참가하지 않았다.
| - 오스트랄라시아 (9) - 오스트리아 (3) - 벨기에 (6) - 보헤미아 (3) - 캐나다 (27) - 덴마크 (8) - 핀란드 (15) - 프랑스 (19) - 독일 (21) - 영국 (126) |  | - 그리스 (12) - 헝가리 (20) - 이탈리아 (13) - 네덜란드 (20) - 노르웨이 (11) - 러시아 제국 (1) - 남아프리카 공화국 (9) - 스웨덴 (33) - 스위스 (1) - 미국 (89) |

## 대회 일정
| ● | 예선 | ● | 결선 |

| 7월                 | 13일 | 14일 | 15일 | 16일 | 17일 | 18일 | 19일 | 20일 | 21일 | 22일 | 23일 | 24일 | 25일 |
| ------------------- | ---- | ---- | ---- | ---- | ---- | ---- | ---- | ---- | ---- | ---- | ---- | ---- | ---- |
| 100m                |      |      |      |      |      |      |      | ●    | ●    | ●    |      |      |      |
| 200m                |      |      |      |      |      |      |      |      | ●    | ●    | ●    |      |      |
| 400m                |      |      |      |      |      |      |      |      | ●    | ●    | ●    |      | ●    |
| 800m                |      |      |      |      |      |      |      | ●    | ●    |      |      |      |      |
| 1500m               | ●    | ●    |      |      |      |      |      |      |      |      |      |      |      |
| 110m 허들           |      |      |      |      |      |      |      |      |      |      | ●    | ●    | ●    |
| 400m 허들           |      |      |      |      |      |      |      | ●    | ●    | ●    |      |      |      |
| 3200m 장애물 경주   |      |      |      |      | ●    | ●    |      |      |      |      |      |      |      |
| 1600m 혼계주        |      |      |      |      |      |      |      |      |      |      |      | ●    | ●    |
| 3mi 단체 경주       |      | ●    | ●    |      |      |      |      |      |      |      |      |      |      |
| 5mi                 |      |      | ●    |      |      | ●    |      |      |      |      |      |      |      |
| 마라톤              |      |      |      |      |      |      |      |      |      |      |      | ●    |      |
| 3500m 경보          |      | ● ●  |      |      |      |      |      |      |      |      |      |      |      |
| 10mi 경보           |      |      |      | ●    | ●    |      |      |      |      |      |      |      |      |
| 멀리뛰기            |      |      |      |      |      |      |      |      |      | ●    |      |      |      |
| 세단뛰기            |      |      |      |      |      |      |      |      |      |      |      |      | ●    |
| 높이뛰기            |      |      |      |      |      |      |      |      | ●    |      |      |      |      |
| 장대높이뛰기        |      |      |      |      |      |      |      |      |      |      |      | ●    |      |
| 제자리멀리뛰기      |      |      |      |      |      |      |      | ●    |      |      |      |      |      |
| 제자리높이뛰기      |      |      |      |      |      |      |      |      |      |      | ●    |      |      |
| 포환던지기          |      |      |      | ●    |      |      |      |      |      |      |      |      |      |
| 원반던지기          |      |      |      | ●    |      |      |      |      |      |      |      |      |      |
| 해머던지기          |      | ●    |      |      |      |      |      |      |      |      |      |      |      |
| 창던지기            |      |      |      |      | ●    |      |      |      |      |      |      |      |      |
| 그리스식 원반던지기 |      |      |      |      |      | ●    |      |      |      |      |      |      |      |
| 자유형 창던지기     |      |      | ●    |      |      |      |      |      |      |      |      |      |      |
| 7월                 | 13일 | 14일 | 15일 | 16일 | 17일 | 18일 | 19일 | 20일 | 21일 | 22일 | 23일 | 24일 | 25일 |

## 메달리스트
| 종목                       | 금                                                                            | 금           | 은                                                                           | 은          | 동                                                                                        | 동          |
| -------------------------- | ----------------------------------------------------------------------------- | ------------ | ---------------------------------------------------------------------------- | ----------- | ----------------------------------------------------------------------------------------- | ----------- |
| 100m 자세히                | 레지 워커 · 남아프리카 공화국                                                 | 10.8 OR      | 제임스 렉터 · 미국                                                           | (10.9)      | 로버트 커 · 캐나다                                                                        | (11.0)      |
| 200m 자세히                | 로버트 커 · 캐나다                                                            | 22.6         | 로버트 클라우건 · 미국                                                       | 22.6        | 네이서니얼 카트멜 · 미국                                                                  | 22.7        |
| 400m 자세히                | 윈덤 할스웰 · 영국                                                            | 50.0         | 수상자 없음                                                                  | 수상자 없음 | 수상자 없음                                                                               | 수상자 없음 |
| 800m 자세히                | 멜 셰퍼드 · 미국                                                              | 1:52.8 WR    | 에밀리오 룬기 · 이탈리아                                                     | 1:54.2      | 한스 브라운 · 독일                                                                        | 1:55.2      |
| 1500m 자세히               | 멜 셰퍼드 · 미국                                                              | 4:03.4 OR    | 해롤드 A. 윌슨 · 영국                                                        | 4:03.6      | 노먼 할로스 · 영국                                                                        | 4:04.0      |
| 5mi 자세히                 | 에밀 포이트 · 영국                                                            | 25:11.2 OR   | 에드워드 오웬 · 영국                                                         | 25:24.0     | 욘 스반베리 · 스웨덴                                                                      | 25:37.2     |
| 마라톤 자세히              | 조니 헤이즈 · 미국                                                            | 2:55:18.4 WR | 찰스 헤퍼론 · 남아프리카 공화국                                              | 2:56:06.0   | 조셉 포쇼 · 미국                                                                          | 2:57:10.4   |
| 110m 허들 자세히           | 포레스트 스미스슨 · 미국                                                      | 15.0 WR      | 존 개럴스 · 미국                                                             | 15.7        | 아서 쇼 · 미국                                                                            | 15.8        |
| 400m 허들 자세히           | 찰스 베이컨 · 미국                                                            | 55.0 WR      | 해리 힐먼 · 미국                                                             | 55.3        | 지미 트리머 · 영국                                                                        | 57.0        |
| 3200m 장애물 경주 자세히   | 아서 러셀 · 영국                                                              | 10:47.8      | 아서 로버트슨 · 영국                                                         | 10:48.4     | 존 에이젤 · 미국                                                                          | 11:00.8     |
| 1600m 혼계주 자세히        | 미국 (USA) · 윌리엄 해밀턴 · 네이트 카트멜 · 존 테일러John Taylor · 멜 셰퍼드 | 3:29.4       | 독일 (GER) · 아르투어 호프만 · 한스 아이케 · 오토 트리엘로프 · 한스 브라운   | 3:32.4      | 헝가리 (HUN) · 팔 시몬 · 프리제시 비에슈네르 · 요제프 너지 · 외된 보도르                  | 3:32.5      |
| 3mi 단체 경주 자세히       | 영국 (GBR) · 윌리엄 코울스 14:41.6 · 조 디킨 14:39.6 · 아서 로버트슨 14:41.0  | 6 pts        | 미국 (USA) · 조지 본하그 15:05.0 · 존 에이젤 14:41.8 · 허버트 트루브 15:11.0 | 19 pts      | 프랑스 (FRA) · 조제프 드르에르 15:40.0 · 루이 드 플뢰라크 14:56.0 · 폴 리장디에르 15:56.6 | 32 pts      |
| 3500m 경보 자세히          | 조지 라너 · 영국                                                              | 14:55.0 WR   | 어니스트 웹 · 영국                                                           | 15:07.4     | 해리 커 · 오스트랄라시아                                                                  | 15:43.4     |
| 10mi 경보 자세히           | 조지 라너 · 영국                                                              | 1:15:57.4 WR | 어니스트 웹 · 영국                                                           | 1:17:31.0   | 에드워드 스펜서 · 영국                                                                    | 1:21:20.2   |
| 멀리뛰기 자세히            | 프랭크 아이언스 · 미국                                                        | 7.48m OR     | 다니엘 켈리 · 미국                                                           | 7.09m       | 캘빈 브리커 · 캐나다                                                                      | 7.08m       |
| 세단뛰기 자세히            | 팀 애헌 · 영국                                                                | 14.92m OR    | 가필드 맥도날드 · 캐나다                                                     | 14.76m      | 에드바르 라르센 · 노르웨이                                                                | 14.39m      |
| 높이뛰기 자세히            | 해리 포터 · 미국                                                              | 1.90m OR     | 제오 앙드레 · 프랑스                                                         | 1.88m       | 수상자 없음                                                                               |             |
| 높이뛰기 자세히            | 해리 포터 · 미국                                                              | 1.90m OR     | 콘 레히 · 영국                                                               | 1.88m       | 수상자 없음                                                                               |             |
| 높이뛰기 자세히            | 해리 포터 · 미국                                                              | 1.90m OR     | 이슈트반 쇼모디 · 헝가리                                                     | 1.88m       | 수상자 없음                                                                               |             |
| 장대높이뛰기 자세히        | 에드워드 쿡 · 미국                                                            | 3.71m OR     | 수상자 없음                                                                  | 수상자 없음 | 에드워드 아치볼드 · 캐나다                                                                | 3.58m       |
| 장대높이뛰기 자세히        | 에드워드 쿡 · 미국                                                            | 3.71m OR     | 수상자 없음                                                                  | 수상자 없음 | 클레어 제이컵스 · 미국                                                                    | 3.58m       |
| 장대높이뛰기 자세히        | 앨프리드 칼턴 길버트 · 미국                                                   | 3.71m OR     | 수상자 없음                                                                  | 수상자 없음 |                                                                                           | 3.58m       |
| 장대높이뛰기 자세히        | 브루노 쇠데르스트룀 · 스웨덴                                                  | 3.71m OR     | 수상자 없음                                                                  | 수상자 없음 |                                                                                           | 3.58m       |
| 멀리뛰기 자세히            | 레이 이워리 · 미국                                                            | 3.33m        | 콘스탄티노스 치클리티라스 · 그리스                                           | 3.235m      | 마틴 셰리던 · 미국                                                                        | 3.23m       |
| 높이뛰기 자세히            | 레이 이워리 · 미국                                                            | 1.57m        | 존 빌러 · 미국                                                               | 1.55m       | 수상자 없음                                                                               | 수상자 없음 |
| 높이뛰기 자세히            | 레이 이워리 · 미국                                                            | 1.57m        | 콘스탄티노스 치클리티라스 · 그리스                                           | 1.55m       | 수상자 없음                                                                               | 수상자 없음 |
| 포환던지기 자세히          | 랄프 로즈 · 미국                                                              | 14.21m       | 데니스 호건 · 영국                                                           | 13.62m      | 존 개럴스 · 미국                                                                          | 13.18m      |
| 원반던지기 자세히          | 마틴 셰리던 · 미국                                                            | 40.89m OR    | 메리트 기핀 · 미국                                                           | 40.70m      | 빌 호어 · 미국                                                                            | 39.45m      |
| 해머던지기 자세히          | 존 플라나간 · 미국                                                            | 51.92m OR    | 맷 맥그래스 · 미국                                                           | 51.18m      | 콘 월시 · 캐나다                                                                          | 48.51m      |
| 창던지기 자세히            | 에리크 레밍 · 스웨덴                                                          | 54.83m WR    | 아르네 할세 · 노르웨이                                                       | 50.57m      | 오토 닐손 · 스웨덴                                                                        | 47.11m      |
| 그리스식 원반던지기 자세히 | 마틴 셰리던 · 미국                                                            | 37.99m       | 빌 호어 · 미국                                                               | 37.32m      | 베르네르 야르비넨 · 핀란드                                                                | 36.48m      |
| 자유형 창던지기 자세히     | 에리크 렘밍 · 스웨덴                                                          | 54.44m WR    | 미칼리스 도리자스 · 그리스                                                   | 51.36m      | 아르네 할세 · 노르웨이                                                                    | 49.73m      |

### 메달 순위
| 순위        | 나라              | 금 | 은 | 동 | 합계 |
| ----------- | ----------------- | -- | -- | -- | ---- |
| 1           | 미국              | 16 | 10 | 8  | 34   |
| 2           | 영국              | 7  | 7  | 3  | 17   |
| 3           | 스웨덴            | 2  | 0  | 3  | 5    |
| 4           | 캐나다            | 1  | 1  | 4  | 6    |
| 5           | 남아프리카 공화국 | 1  | 1  | 0  | 2    |
| 6           | 그리스            | 0  | 3  | 0  | 3    |
| 7           | 노르웨이          | 0  | 1  | 2  | 3    |
| 8           | 독일              | 0  | 1  | 1  | 2    |
| 8           | 프랑스            | 0  | 1  | 1  | 2    |
| 8           | 헝가리            | 0  | 1  | 1  | 2    |
| 11          | 이탈리아          | 0  | 1  | 0  | 1    |
| 12          | 오스트랄라시아    | 0  | 0  | 1  | 1    |
| 12          | 핀란드            | 0  | 0  | 1  | 1    |
| 합계 (13개) | 합계 (13개)       | 27 | 27 | 25 | 79   |